# Inmortalidad (taoísmo)
La inmortalidad en el taoísmo no se refiere a la inmortalidad física, sino a la inmortalidad espiritual, en la Tierra, lograda a través de las prácticas taoístas. En el Tao Te King Lao Tze escribió:
Aquél que alcanza el Tao es inmortal
Aunque su cuerpo muera nunca perecerá
Este concepto de inmortalidad presentes en los seres iluminados generó los llamados Ocho Inmortales que fueron practicantes de disciplinas taoístas, tales como la meditación  taoísta, y de la medicina tradicional china; los cuales se destacaron por sus atributos.

## Tradición
Según la religión tradicional china, que tiene una gran influencia taoísta, el ser humano tiene un cuerpo físico y otro compuesto solo de energía o Chi, con las prácticas físicas y médicas adecuadas (que comprenden al taichí chuan y al chi kung) además de una conducta recta de vida, se puede lograr el desarrollo del Chi y de su embrión sagrado (Sheng tai). Desarrollado el Sheng tai, el Chi abandona el cuerpo y el humano se convierte en uno más de los inmortales Este proceso que podemos encontrar descritos en textos taoístas tales como el Tai Yi Jin Hua Zong Zhi, comenzaría mediante la acumulación de energía natural mediante ejercicios respiratorios, su asimilación mediante técnicas de meditación taoísta, para lograr  el Neidan con el cual llegar a realizar la condensación del chi en lo que se denomina jingan (píldora dorada), la mutación del jingan en el yuanying (alma naciente) y la culminación del alma naciente a través de la "Tribulación celestial" o "Tribulación de truenos" que resultan en la ascensión del individuo a la inmortalidad o la eliminación de su alma del ciclo de reencarnación.

## Concepción moderna de inmortalidad en la cultura china
La idea de inmortalidad ha evolucionado en la cultura de China. Posteriormente a la revolución se considera, genéricamente, que quien realizase un hecho histórico relevante pasa a ser un inmortal para la cultura china moderna. Así se conciben a Los Ocho Inmortales del Partido Comunista Chino que no necesariamente han realizado todos los atributos del santo taoísta. Esta concepción moderna se aleja de la filosofía taoísta, pasando a ser una inmortalidad de tipo histórica.